# نيكولاس مازولا
نيكولاس مازولا (بالإسبانية: Nicolás Mazzola)‏ هو لاعب كرة قدم أرجنتيني في مركز الهجوم، ولد في 28 يناير 1990 في فييدما في الأرجنتين. شارك مع منتخب الأرجنتين تحت 17 سنة لكرة القدم. أما مع النوادي، فقد لعب مع انيستتوتو وإنديبندينتي وجيمناسيا لابلاتا ونادي لوكارنو.

## وصلات خارجية
- نيكولاس مازولا على موقع قاعدة بيانات كرة القدم.إي يو (الإنجليزية)
- نيكولاس مازولا على موقع Soccerway.com (الإنجليزية)